# Robiola di Roccaverano
Robiola di Roccaverano es un queso italiano con denominación de origen protegida por el Reglamento CE n.º 1263/96 y denominazione di origine italiana desde 1979. 

## Historia
Robiola es un término genérico que designa a una serie de quesos de la región del Piamonte, tanto en Lombardía como en Liguria. Parece derivar de la ciudad de Robbio, en la provincia de Pavía, donde por primera vez se creó este tipo de queso. 
El robiola de Roccaverano, que es el que tiene la DOP, está ligado a Roccaverano, un municipio de la provincia de Asti, pero el área de producción de robiola comprende el territorio a caballo entre las provincias de Asti y de Alessandria en la parte oriental de las Langhe. 
Se trata de un queso muy antiguo, al que ya se hacía referencia en fuentes medievales con el término de robium. A veces se hace remontar su origen a los granjeros celto-ligures de Alta Langa. Las virtudes de un queso de Ceba (hoy Ceva) fueron exaltadas por Plinio el Viejo en su Historia Natural, pero cualquier identificación de ese queso con el robiola actual es pura especulación. Sin embargo, en su Summa Lacticiniorum, el experto en productos lácteos Pantaleone da Confienza describió su elaboración, y alaba la cualidad, de un queso con este nombre.

## Características
Se elabora con leche de vaca en una proporción máxima del 85% y de cabra y oveja, en proporción variable, en una medida mínima del 15%, proveniente de dos ordeños diarios, parcialmente descremado. Es un queso fresco muy graso de pasta cruda, sin cocer. Es de color blanco y carece de corteza. Tiene forma cilíndrica. La textura es más bien seca y calcárea. Presenta una agradable acidez. 
El robiola se sirve generalmente como queso de mesa, solo o con aceite, sal y pimienta. Debe almacenarse con cuidado después de comprarse y se mantendrá fresco durante un mes.

## Denominación de origen
Desde 1996, el Robiola di Roccaverano es una denominación de origen protegida (PDO) ante la Unión Europea. A nivel internacional, cuenta con registro como denominación de origen, conforme al Sistema de Lisboa, ante la Organización Mundial de la Propiedad Intelectual, desde el 23 de octubre de 2014.